# Подгора (Кудымкарский район)
Подгора — деревня в Кудымкарском районе Пермского края. Входила в состав Ленинского сельского поселения. Располагается на реке Нердве южнее от города Кудымкара. Расстояние до районного центра составляет 33 км. По данным Всероссийской переписи населения 2010 года, в деревне проживало 53 человека (30 мужчин и 23 женщины).

## История
По данным на 1 июля 1963 года, в деревне проживал 91 человек. Населённый пункт входил в состав Ленинского сельсовета.